# Sempesserre
Sempesserre är en kommun i departementet Gers i regionen Occitanien i sydvästra Frankrike. Kommunen ligger i kantonen Miradoux som tillhör arrondissementet Condom. År 2022 hade Sempesserre 313 invånare.

## Befolkningsutveckling
Antalet invånare i kommunen Sempesserre
Referens:INSEE